# Эффект Томсона
Эффект Томсона — одно из термоэлектрических явлений, заключающееся в том, что в однородном неравномерно нагретом проводнике с постоянным током, дополнительно к теплоте, выделяемой в соответствии с законом Джоуля — Ленца, в объёме проводника будет выделяться или поглощаться дополнительная теплота Томсона в зависимости от направления тока.
Количество теплоты Томсона пропорционально силе тока, времени и перепаду температур, зависит от направления тока.
Эффект открыт Уильямом Томсоном в 1851 году.
Объяснение эффекта в первом приближении заключается в следующем. В условиях, когда вдоль проводника, по которому протекает ток, существует градиент температуры, причём направление тока соответствует движению электронов от горячего конца к холодному, при переходе из более горячего сечения в более холодное электроны передают избыточную энергию окружающим атомам (выделяется теплота), а при обратном направлении тока, проходя из более холодного участка в более горячий, пополняют свою энергию за счёт окружающих атомов (теплота поглощается).
В полупроводниках важным является то, что концентрация носителей в них сильно зависит от температуры. Если полупроводник нагрет неравномерно, то концентрация носителей заряда в нём будет больше там, где выше температура, поэтому градиент температуры приводит к градиенту концентрации, вследствие чего возникает диффузионный поток носителей заряда. Это приводит к нарушению электронейтральности. Разделение зарядов порождает электрическое поле, препятствующее разделению. Таким образом, если в полупроводнике имеется градиент температуры, то в нём имеется объёмное электрическое поле {\displaystyle E'}.
Предположим теперь, что через такой образец пропускается электрический ток под действием внешнего электрического поля {\displaystyle E}. Если ток идёт против внутреннего поля {\displaystyle E'}, то внешнее поле должно совершать дополнительную работу при перемещении зарядов относительно поля {\displaystyle E'}, что приведёт к выделению тепла, дополнительного к ленц-джоулевым потерям. Если ток (или внешнее поле {\displaystyle E}) направлен по {\displaystyle E'}, то {\displaystyle E'} само совершает работу по перемещению зарядов для создания тока. В этом случае внешний источник тратит энергию для поддержания тока меньшую, чем в том случае, когда внутреннего поля {\displaystyle E'} нет. Работа поля {\displaystyle E'} может совершаться только за счёт тепловой энергии самого проводника, поэтому он охлаждается. Явление выделения или поглощения тепла в проводнике, обусловленное градиентом температуры, при прохождении тока носит название эффекта Томсона. Таким образом, вещество нагревается, когда поля {\displaystyle E} и {\displaystyle E'} противоположно направлены, и охлаждается, когда их направления совпадают.
В общем случае, количество тепла, выделяемое в объёме dV, определяется соотношением
{\displaystyle dQ^{T}=-\tau (\nabla T\cdot \mathbf {j} )\,dt\,dV,}
где {\displaystyle \tau } — коэффициент Томсона, который выражается в вольтах на кельвин и имеет ту же размерность, что и термоэлектродвижущая сила.